# جلوي (اسم)
جلوي اسم علم مذكر عربي، يُستعمل في السعودية، معناه الخروج من الجدب أو الخوف، والجلوي الرجل الذي يلتجئ إلى قبيلة غير قبيلته لقتله احد افراد القبيلة، أو من ولد أثناء جلاء والده إلى قبيلة أخرى.

## الأصل اللغوي
اسم جلوي مشتق من جلْوة، قال عثمان بن بشر في كتابه عنوان المجد في تاريخ نجد «لأن أبا بطين صهر لمانع بن ماضي على أخته وهو صديق له، وكان تركي أخو مانع جلوي»(1)، وذُكرَ في كتاب إمارة الزبير بين هجرتين أن كلمة جلوي تقال للذين جلاهم الأمير سعود بن عبد العزيز عن سدير نتيجة وقوفهم ضده إبان الدعوة الإصلاحية.

## شخصيات تحمل الاسم
- جلوي بن تركي بن عبد الله بن محمد آل سعود
- جلوي بن سعود بن عبد العزيز آل سعود
- جلوي بن عبد العزيز بن مساعد آل سعود

## الهوامش
- «1»: الصحيح أن يقال «وكان تركيٌ أخو مانعٍ جلوياً»، وجلوي هنا ليست اسماً بل صفة وإعرابها في الجملة خبر كان منصوب.